# Танагра ультрамаринова
Тана́гра ультрамаринова (Cyanicterus cyanicterus) — вид горобцеподібних птахів родини саякових (Thraupidae). Мешкає в Південній Америці. Це єдиний представник монотипового роду Ультрамаринова танагра (Cyanicterus).

## Опис
Довжина птаха становить 17-18 см. У самців верхня частина тіла яскраво-кобальтова-синя, обличчя і нижня частина тіла яскраво-жовті. Райдужки оранжеві, дзьоб чорнуватий, дещо вигнутий, лапи оранжево-жовті. Самиці мають дещо блідіше забарвлення, верхня частина тіла у них лазурово-блакитна, крила і хвіст кобальтово-сині, обличчя, горло і груди яскраво-охристо-жовті, решта нижньої частини тіла яскраво-жовті.

## Поширення і екологія
Ультрамаринові танагри мешкають на сході Венесуели, в Гаяні, Суринамі, Французькій Гвіані та північній Бразилії. Вони живуть в кронах вологих рівнинних тропічних лісів, трапляються в саванах. Зустрічаються парами, на висоті до 600 м над рівнем моря, переважно на висоті до 200 м над рівнем моря. Іноді приєднуються до змішаних зграй птахів. Живляться плодами і комахами.